# Billancelles
Billancelles ist eine französische Gemeinde mit 314 Einwohnern (Stand: 1. Januar 2022) im Département Eure-et-Loir in der Region Centre-Val de Loire. Sie gehört zum Arrondissement Chartres und zum Kanton Illiers-Combray. Die Einwohner werden Billancellois genannt.

## Geographie
Billancelles liegt etwa 21 Kilometer westnordwestlich von Chartres. Umgeben wird Billancelles von den Nachbargemeinden Favières im Norden, Saint-Arnoult-des-Bois im Osten, Landelles im Süden, Pontgouin im Westen sowie Digny im Nordwesten.

## Bevölkerungsentwicklung
| Jahr                       | 1962 | 1968 | 1975 | 1982 | 1990 | 1999 | 2006 | 2020 |
| Einwohner                  | 242  | 217  | 191  | 192  | 216  | 213  | 245  | 320  |
| Quellen: Cassini und INSEE |      |      |      |      |      |      |      |      |

## Sehenswürdigkeiten

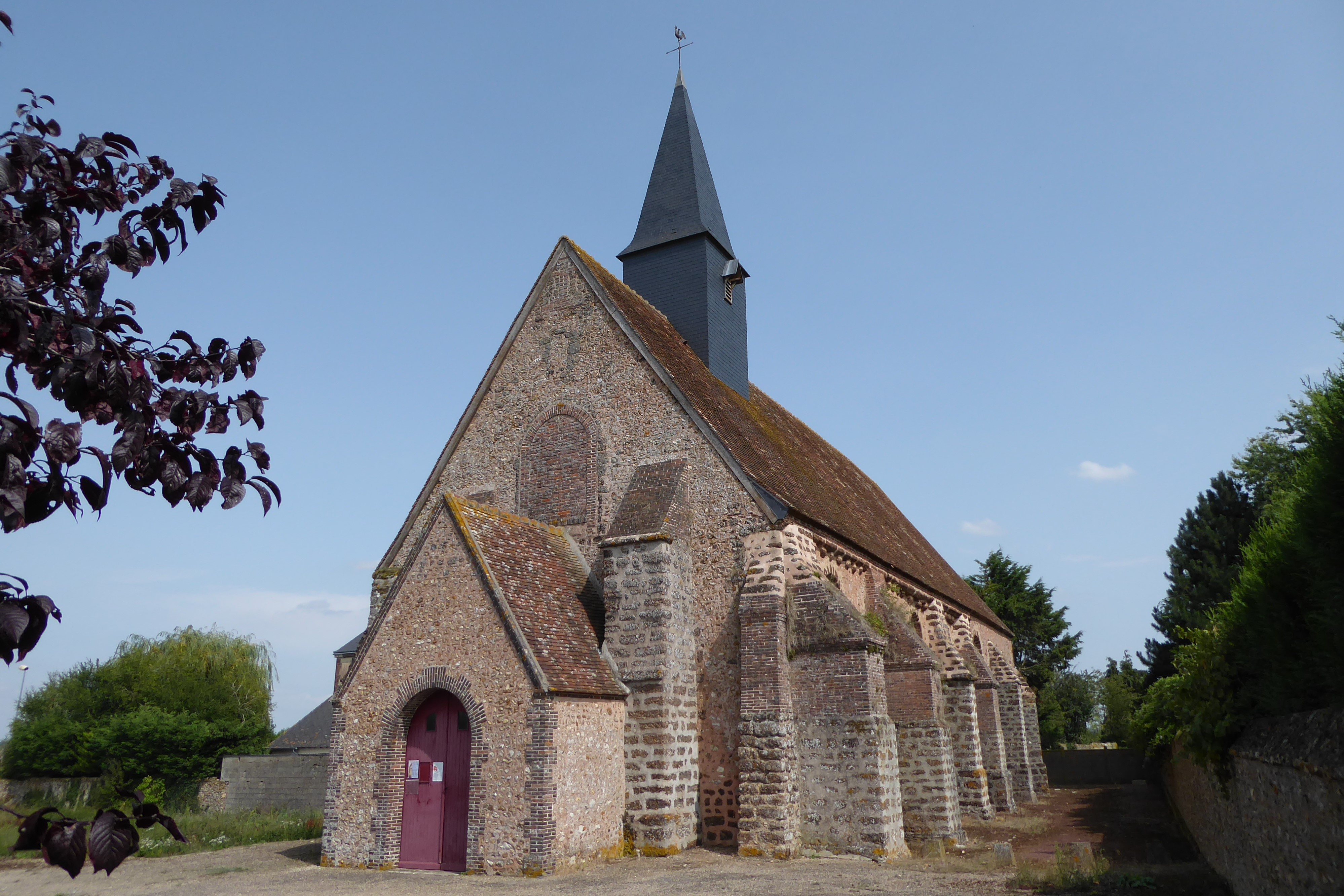
Kirche Saint-Martin

- Kirche Saint-Martin

## Persönlichkeiten
- André Brulé (1922–2015), Radrennfahrer